# Bahnhof St. Anton am Arlberg

Der Bahnhof St. Anton am Arlberg ist der höchstgelegene Bahnhof der Arlbergbahn. Der in der Ortsmitte von St. Anton am Arlberg gelegene, im Jahr 1884 eröffnete Durchgangsbahnhof wurde im Zuge einer Streckenverlegung im Jahr 2000 durch den etwa 300 Meter vom alten Standort entfernten Neubau ersetzt, der durch die Arlbergstraße und die Rosanna von der Bebauung des Ortes getrennt ist.

## Bahnhof von 1884

### Geschichte

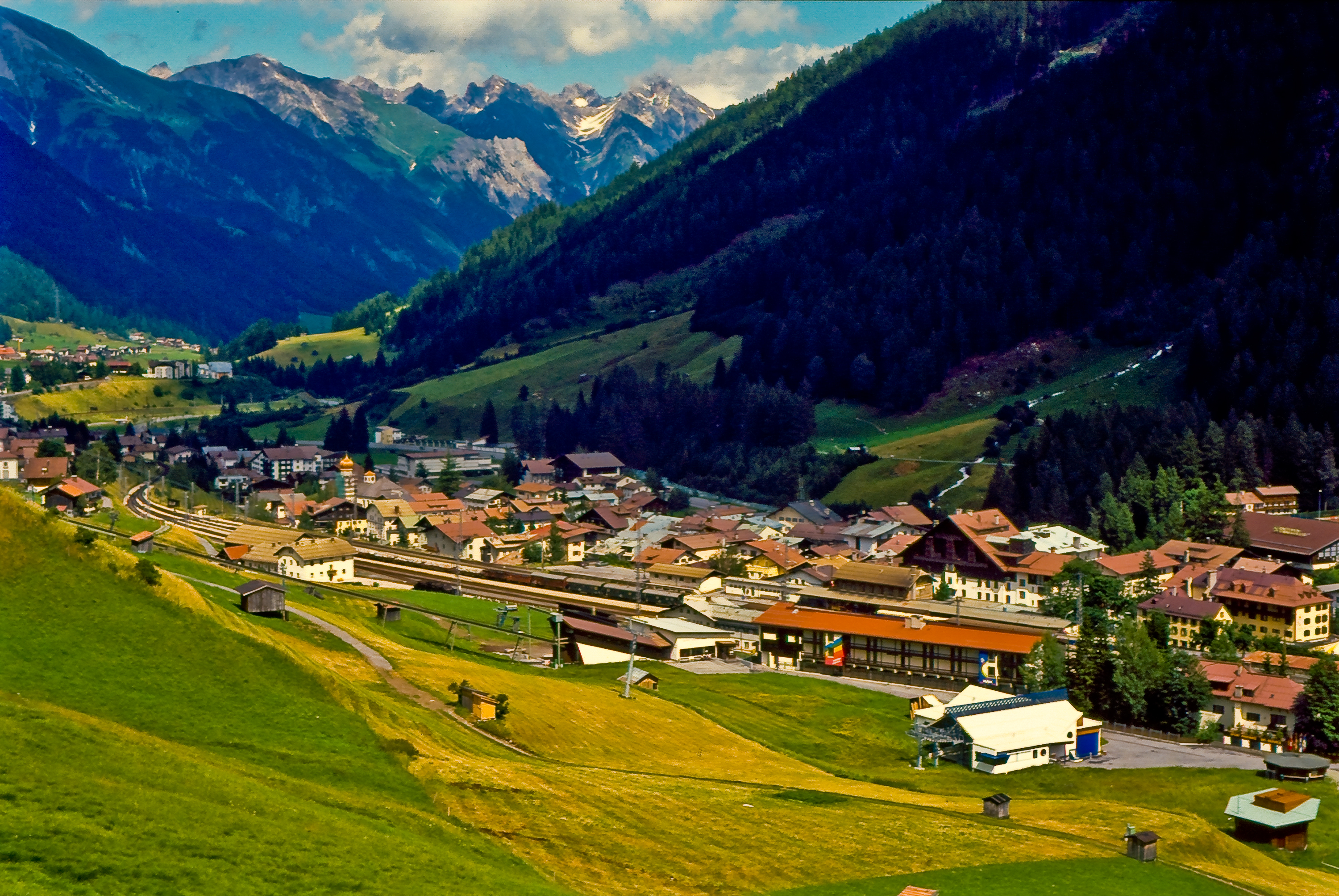
St. Anton mit altem Bahnhof vor 2000 (Blick nach Osten)

Die Bahnhofsanlage entstand im Jahr 1884 auf dem Gebiet der damals Nasserein genannten Gemeinde, wobei die Station von Anfang an nach dem Teilort St. Anton benannt wurde. Durch seine Lage in der Nähe des Scheitelpunktes der Strecke am Ostportal des Arlbergtunnels hatte der Bahnhof von Anfang an betriebliche Bedeutung als Wasserstation für die Versorgung der Dampflokomotiven und zum Umstellen der Schiebelokomotiven an die Spitze des Zuges vor der Fahrt durch den Tunnel oder talwärts Richtung Landeck.
Wegen der betrieblichen Erfordernisse war St. Anton auch Schnellzughalt, obwohl der Ort noch 1901 weniger als 900 Einwohner zählte. Der Bahnhof mit seiner Anbindung an das Verkehrsnetz war Voraussetzung für die Entwicklung St. Antons zum Tourismusort, die im Jahr 1896 mit dem Bau des Posthotels am Bahnhof begann. Am 1. Oktober 1909 wurde der Name von St. Anton auf St. Anton am Arlberg geändert, um Verwechslungen mit der Ende 1905 an der Montafonerbahn eröffneten Station St. Anton im Montafon zu vermeiden.
Aufgrund der problematischen Entlüftungsverhältnisse im Arlbergtunnel wurde der Bahnhof St. Anton zusammen mit dem Tunnel und der benachbarten Station Langen am Arlberg als einer der ersten Bahnhöfe der Bergstrecke elektrifiziert. Der elektrische Betrieb nach Langen konnte am 20. November 1924 aufgenommen werden. Bis zur Eröffnung des Streckenabschnitt nach Landeck am 29. April 1925 beförderten elektrische Vorspannlokomotiven die Züge ab und bis St. Anton durch den Tunnel. Auch nach der vollständigen Elektrifizierung der Arlbergbahn blieb der inzwischen touristisch bedeutsame Bahnhof Halt für alle Schnell- und Expresszüge über den Arlberg, darunter bekannte Züge wie der Arlberg-Orient-Express und der Transalpin.
Im Jahr 1937 wurde unmittelbar am Bahnhof die Talstation der Galzigbahn eröffnet.

### Bahnhofsanlage

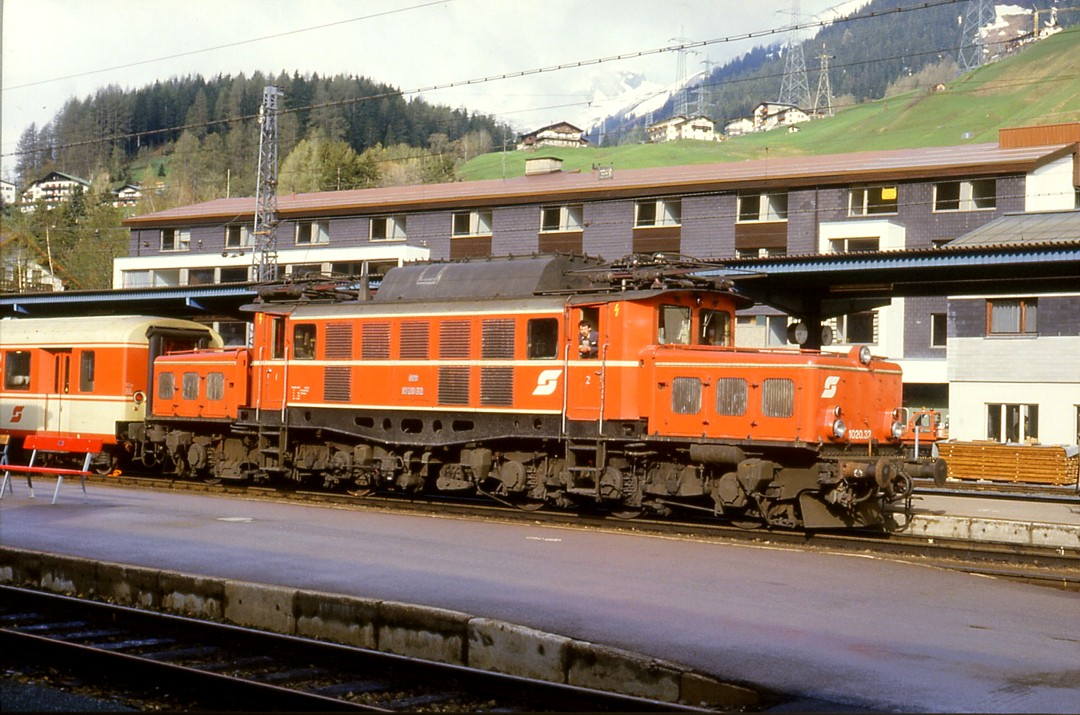
ÖBB 1020 im alten Bahnhof (1984)

Der Güterverkehr war in St. Anton von untergeordneter Bedeutung. Neben einer Freiladestraße war noch eine Seitenrampe vorhanden. Hier wurden bei Sperrung des Arlbergpasses im Winter PKWs auf Flachwagen verladen und durch den Tunnel nach Langen befördert. Die provisorische Autoverladung endete mit der Eröffnung des Arlberg-Straßentunnels im Jahr 1978. Die freistehende Güterhalle befand sich nördlich des Aufnahmegebäudes am Gleis 5. Dort zweigte ein kurzes Stumpfgleis zur Seitenrampe ab.
Für den Personenverkehr gab es in St. Anton den Hausbahnsteig am Gleis 5 mit großem Vordach und zwei Mittelbahnsteige an den Gleisen 1 bis 4, die im Bereich der Bahnsteigunterführung auf einem kurzen Stück überdacht waren. Die Bahnsteige waren mit einer Bahnsteigunterführung verbunden. Diese ist erhalten geblieben. Sie beginnt an der Südseite des Aufnahmegebäudes mit ebenerdigen Zugang vom Ort, unterquert das Gebiet des gesamten früheren Gleisfeldes und endet an einem Treppenaufgang westlich der Gleisanlagen auf der Seite zu den Seilbahnen.

## Bahnhof von 2000

### Planungen

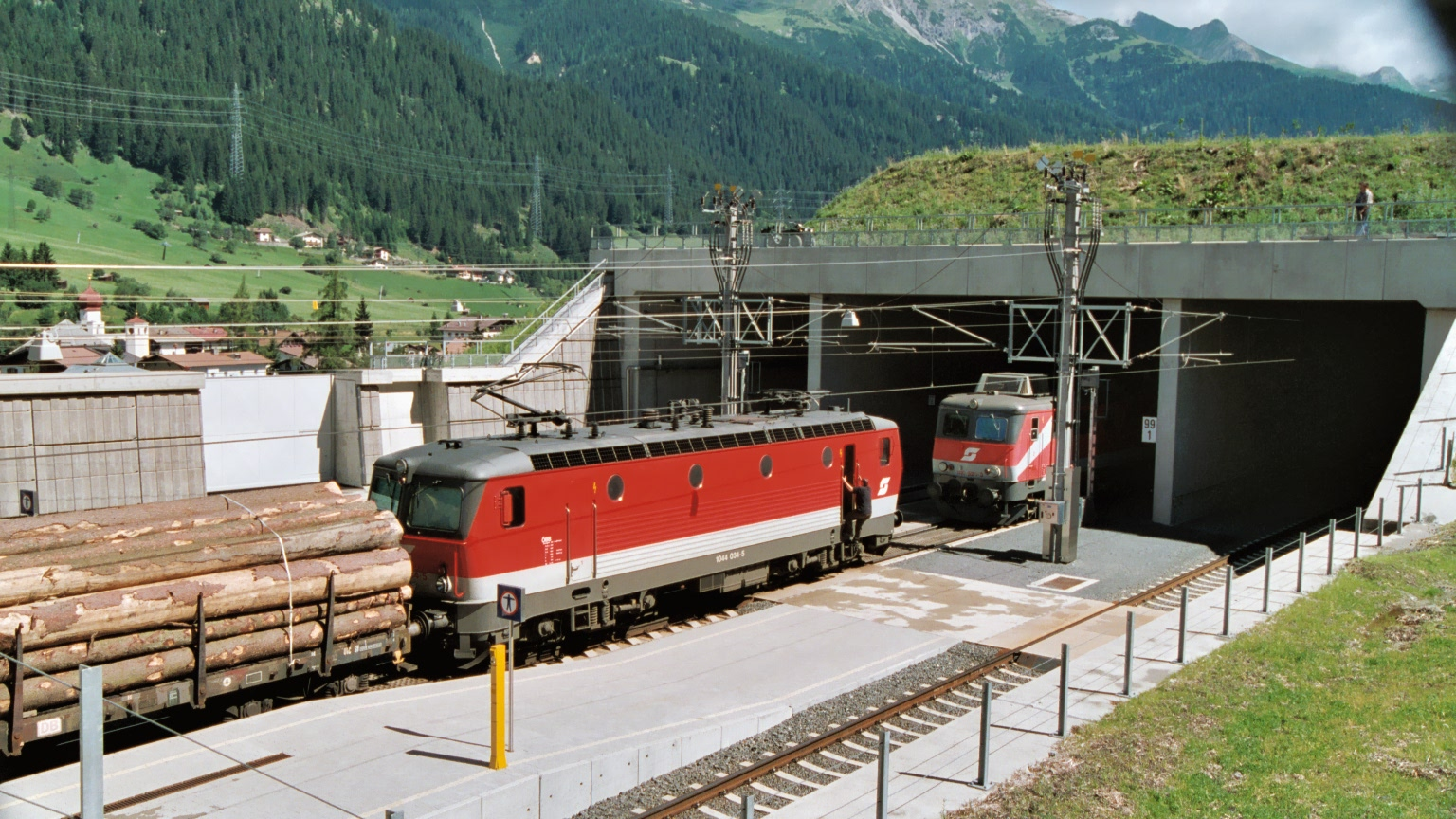
Beim Portal des Wolfsgrubentunnel im neuen Bahnhof (2001)

Ab Anfang der 1980er Jahre gab es Diskussionen über den zweigleisigen Ausbau der Strecke zwischen Schnann und St. Jakob und bis St. Anton. Die Gemeinde lehnte das Projekt ab, da es die vorhandenen Probleme verstärken würde. Ab 1987 begann man, neue Lösungsvarianten auszuarbeiten. 1988 entschloss sich der Gemeinderat von St. Anton, den Bahnhof und die Bahnstrecke an den nördlichen oder an den südlichen Ortsrand zu verlegen. 1990 gab es Einwände der Bevölkerung gegen den Ausbau der Arlbergbahn und des Bahnhofs. Man rollte dieses Thema aber im Jahre 1996 wieder auf, da St. Anton am Arlberg den Zuschlag für die Alpinen Skiweltmeisterschaften im Jahr 2001 erhalten hatte. Man entschloss sich schließlich für die südliche Variante der Strecke und des Bahnhofs, der am Hang an einer rund 400 m langen offenen Strecke zwischen dem Westportal des Wolfsgrubentunnels und dem neuen Ostportal des verlängerten Arlbergtunnels angelegt wurde.

### Bau der neuen Station
Innerhalb von 36 Monaten realisierte man den Bahnhof, die Verlegung der Arlbergbahn und den zweigleisigen Ausbau. Dieses Projekt kostete rund zwei Milliarden Schilling (rund 145 Millionen Euro). Am 11. September 2000 konnte der Fahrbetrieb auf der Strecke und dem neuen Bahnhof aufgenommen werden. Die alte Strecke im Ort wurde aufgegeben und u. a. durch Grünflächen und einen Fuß- und Radweg ersetzt. Durch die Verlegung der Strecke im Ortsbereich in den Tunnel (mit Ausnahme des neuen Bahnhofs) konnte die Lärmbelästigung stark gesenkt werden. Das alte Bahnhofsgebäude blieb erhalten und wird vom benachbarten Hotel Post genutzt.

### Architektur
Das neue Aufnahmsgebäude ist das Ergebnis eines europaweiten Wettbewerbs und wurde von den Architekten Gerhard Manzl, Johann Ritsch und Manfred Sandner geplant. Der Bau ist durch Schallschutzanforderungen geprägt und wirkt als Lärmschutz. Die zum Ort geöffnete Halle aus Beton ist mit Stahlgewebe, das den Schall auf dahinterliegende Dämmmatten streut, verkleidet. Der Kundenbereich und der große Vorplatz befinden sich auf dem Unterführungsniveau, so dass zu den Bahnsteigen nur einmal die Ebene gewechselt werden muss. Der Gedenkstein an den Durchschlag des Arlbergtunnels, welcher sich früher an der Durchschlagsstelle befand, ist in der Unterführung des neuen Bahnhofs angebracht worden.
In der Bahnhofshalle ist ein kleines Bistro. Entsprechend der Bedeutung St. Antons als Skiort bietet dieser Bahnhof auch für Ski dimensionierte Schließfächer. Eine Fußgängerbrücke über die Rosanna führt vom Vorplatz zum Ort.
Der Bahnhof hat zwei per Treppe oder Aufzug erreichbare Inselbahnsteige mit insgesamt vier Bahnsteiggleisen, die jeweils eine Railjet-Doppelgarnitur aufnehmen können, und ca. 50 m in den Arlbergtunnel hineinragen. Im fahrplanmäßigen Reiseverkehr werden üblicherweise nur die beiden inneren Bahnsteiggleise, Gleis 2 für Züge in Richtung Vorarlberg und Gleis 3 in Richtung Osten benutzt.
Im Norden von Gleis 1 befinden sich zwischen dem Aufnahmsgebäude und dem Westportal des Wolfsgrubentunnels noch ein kurzes Parallelgleis, sowie ein aus dem Bahnhofsbereich zur vor dem Bahnhof liegenden Straße hinausführendes, kurzes Stumpfgleis.

## Verkehr
Da der Regionalverkehr zwischen Landeck-Zams und Bludenz zuerst stark reduziert, und 2010 gänzlich eingestellt wurde, halten in St. Anton ausschließlich Fernzüge, in erster Linie Railjet-Züge von Wien Hauptbahnhof nach Bregenz bzw. Zürich. Seit dem Fahrplanwechsel 2016/2017 verkehren Railjets im Stundentakt nach Vorarlberg; allerdings halten seither nur die Züge nach und von Zürich im Zweistundentakt in St. Anton, weiterhin einzelne InterCity-, EuroCity- und EuroNight-Züge. In den Wintermonaten wird der Bahnhof auch mit Sonderzügen für Skiurlauber angefahren. Seit dem Fahrplanwechsel im Dezember 2022 verkehren in der Wintersaison durchgehende ICE-Züge von Hamburg bis St. Anton und in der Sommersaison gibt es ICE-Züge von München nach St. Anton.
Fahrscheine des Verkehrsverbundes Vorarlberg können in Bussen und Zügen bis / ab St. Anton benutzt werden.
Vor dem Bahnhof sind die Haltestellen der Landbuslinie 760 nach Lech und der Regiobuslinie 270 nach Landeck. Einige Gehminuten westlich des Bahnhofsvorplatzes befindet sich das Terminal West, ein Bus-Umsteigeplatz, an dem auch diverse Orts- und Skibusse halten.

## Galerie

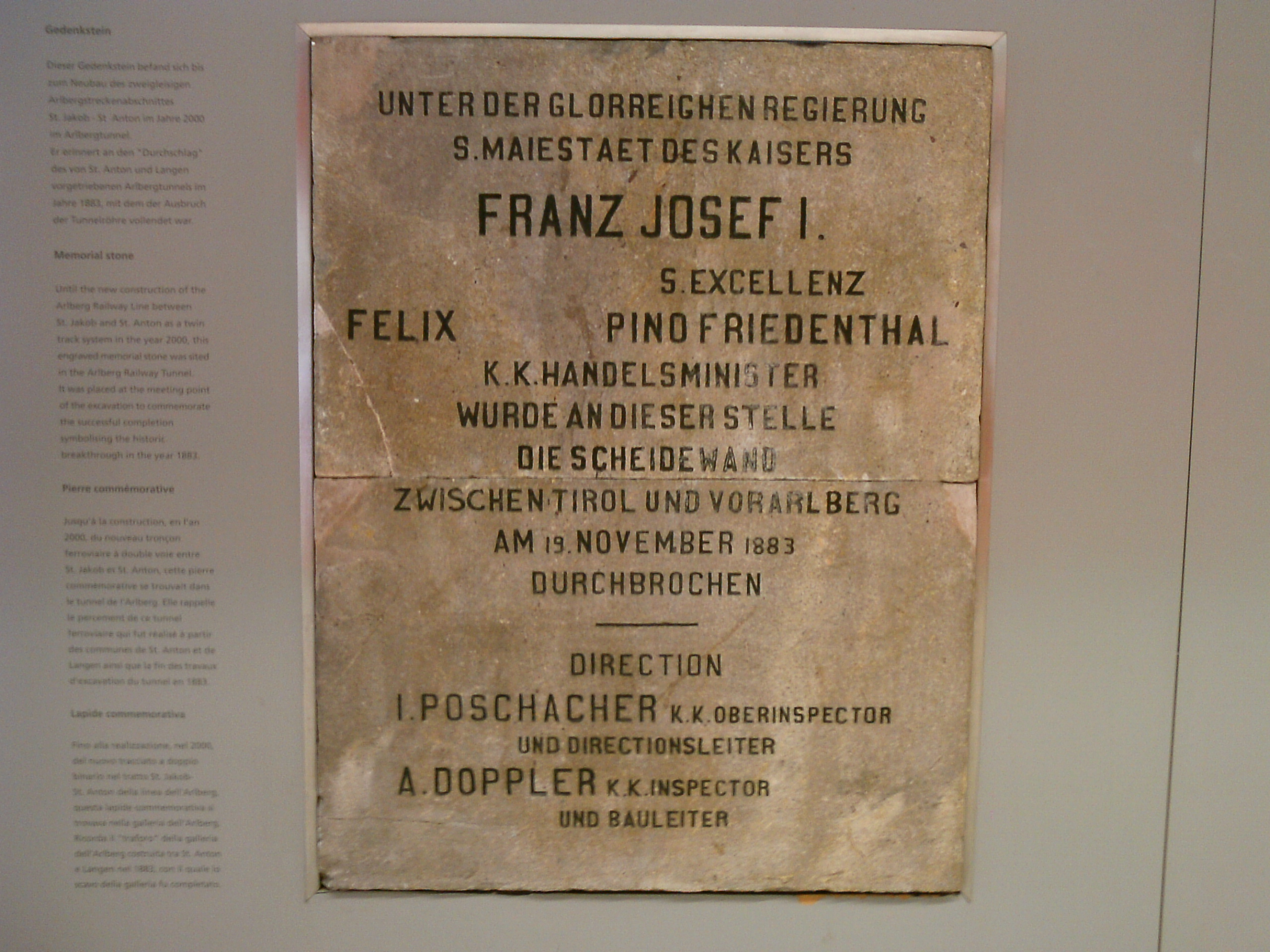
Gedenkstein zur Erinnerung an den Durchschlag des Arlberg-Eisenbahntunnels in der Unterführung.
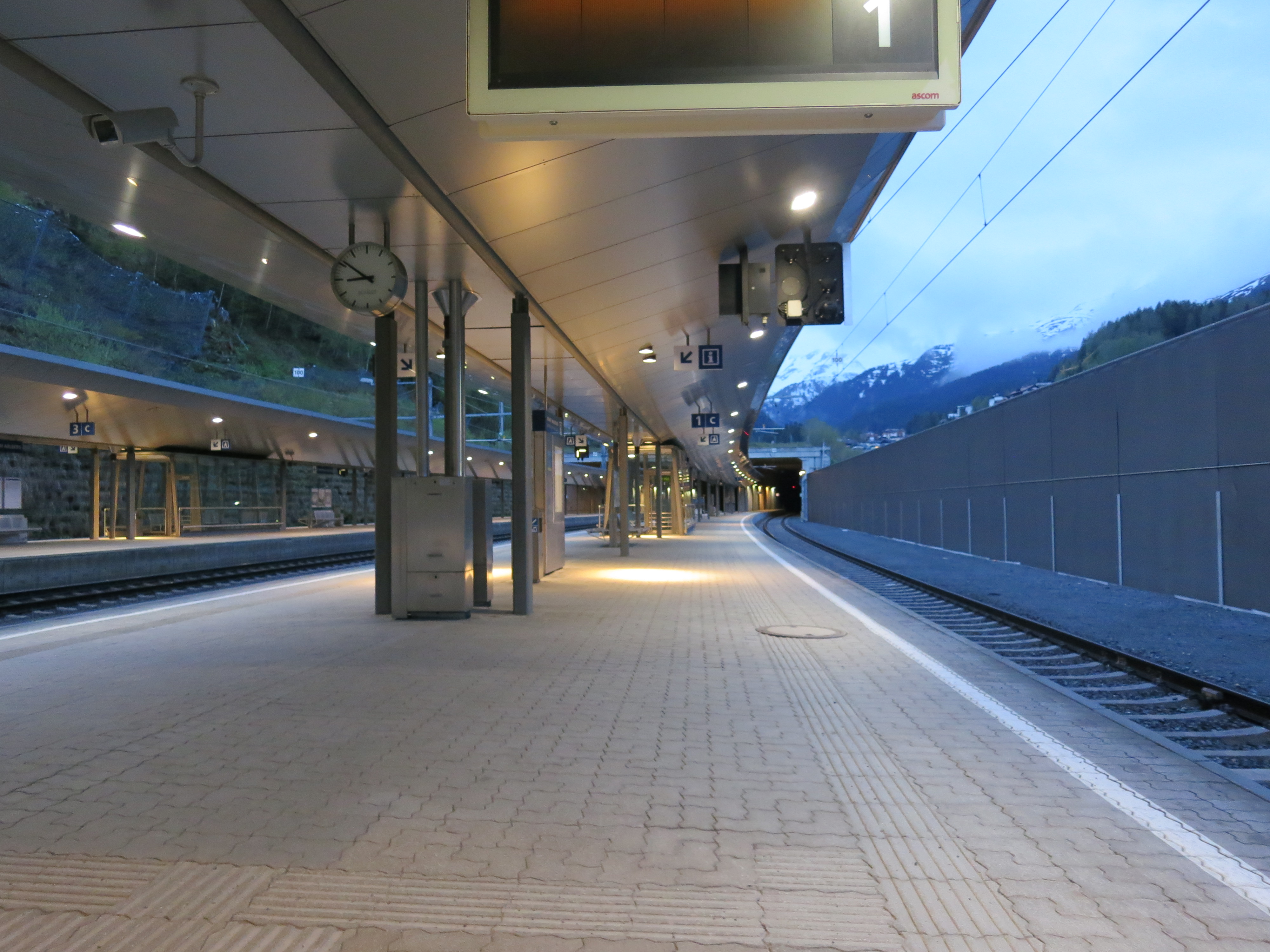
Bahnsteig 1/2 des neuen Bahnhofs mit Blick auf das Portal des Arlbergtunnels.
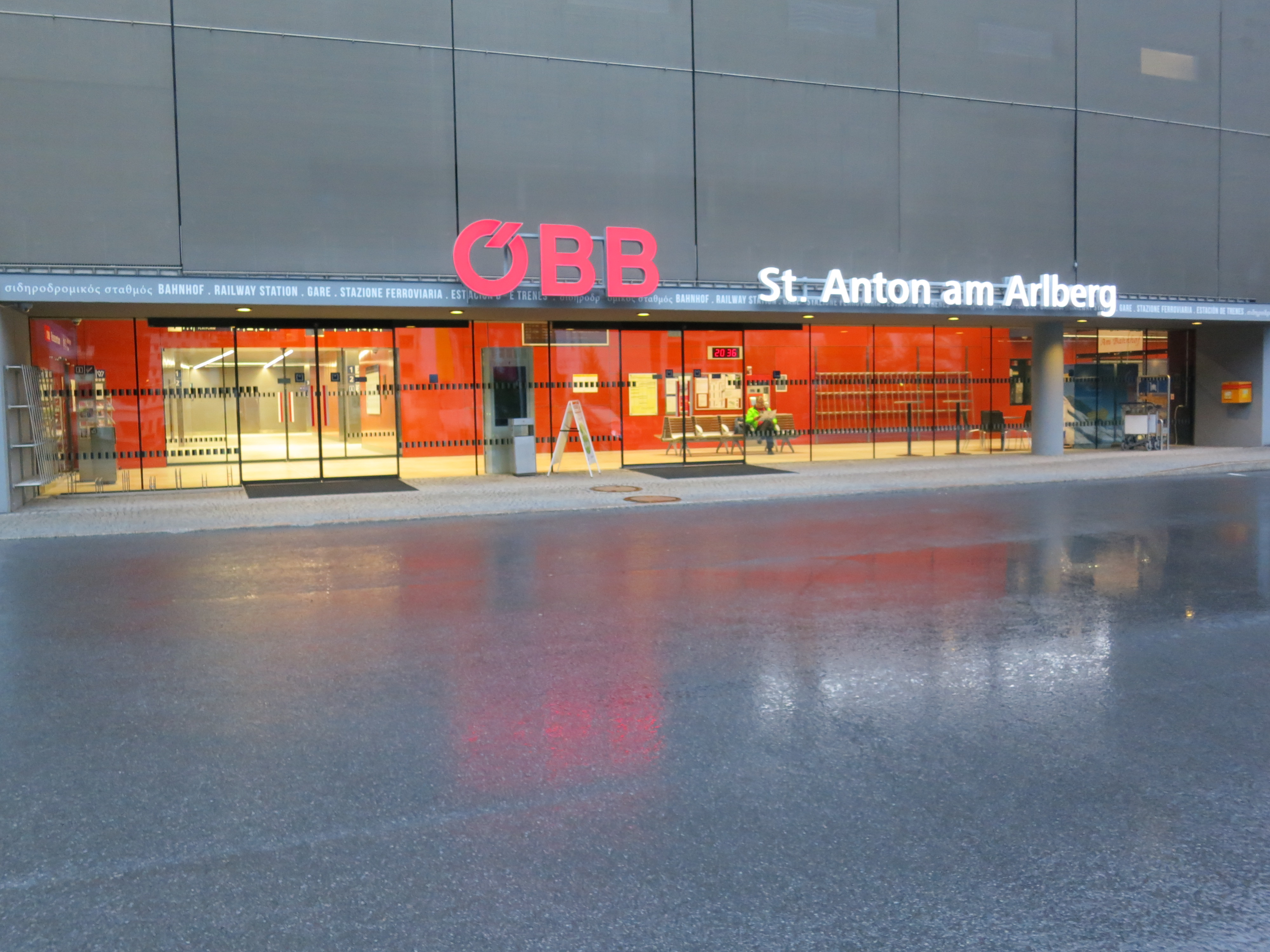
Eingangsbereich des neuen Bahnhofs.
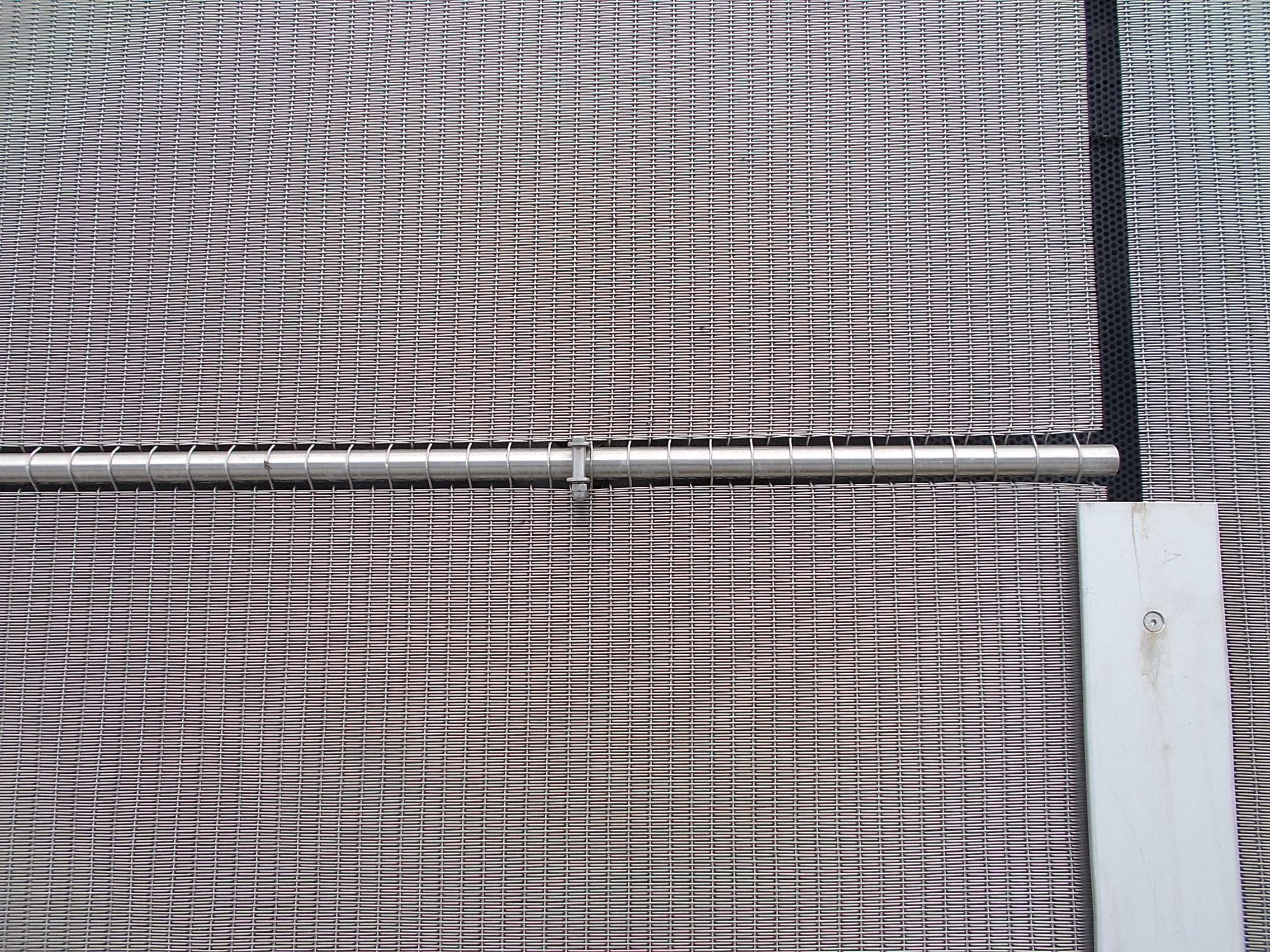
Detailansicht des Drahtgeflechtes, mit dem die Fassade des neuen Bahnhofs St. Anton verkleidet ist.
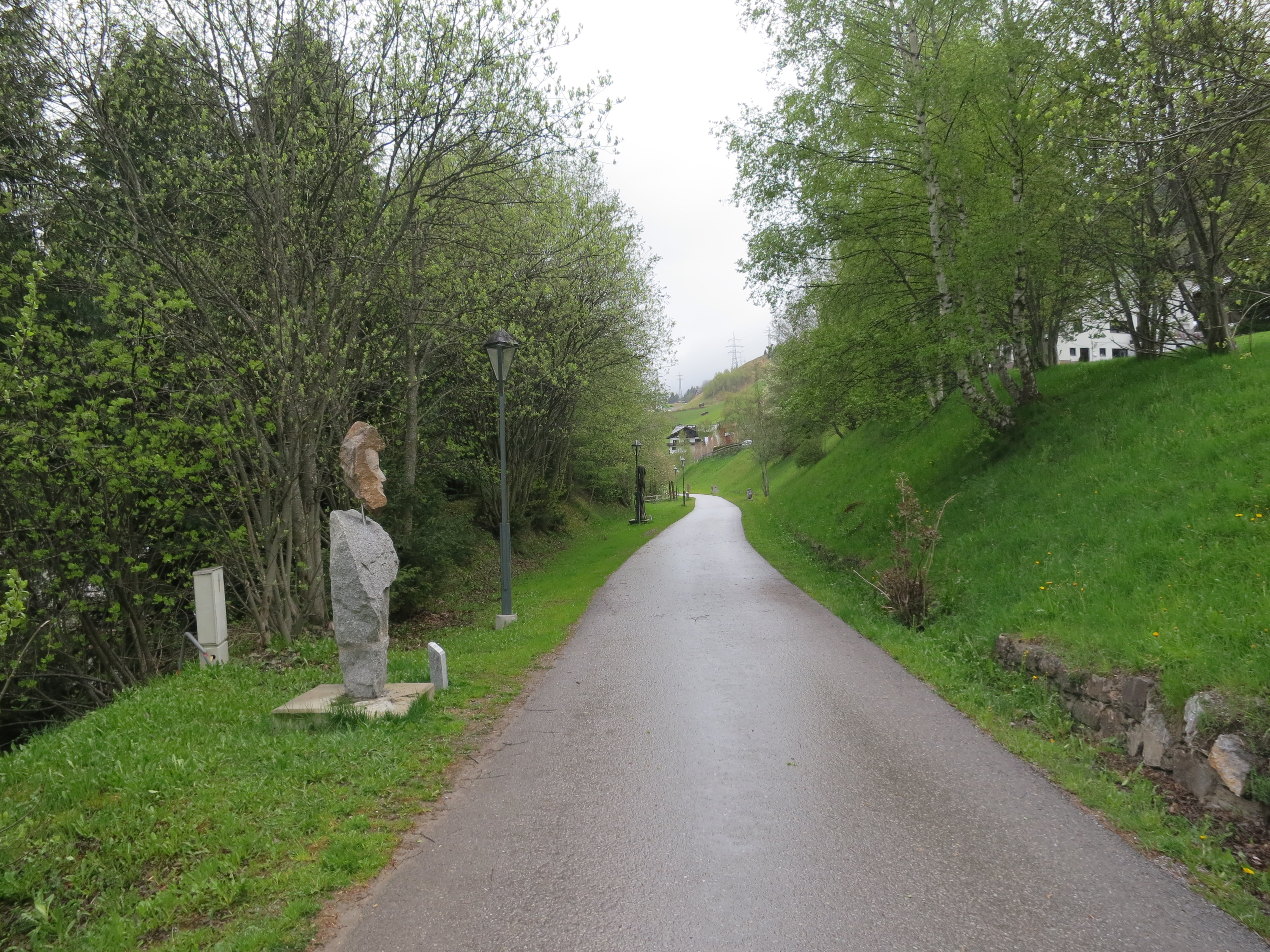
Bahntrasse östlich des alten Bahnhofs